# Ludwig Ferdinand Clauss
Pour les articles homonymes, voir Clauss.
Ludwig Ferdinand Clauss, 8 février 1892 à Offenbourg dans le Grand-duché de Bade et décédé le 13 janvier 1974  à Huppert, est un psychologue, anthropologue et islamologue allemand.

## Biographie
Clauss grandit à Freiburg, où il étudie au gymnasium. Son père est juge de district. Après ses études secondaires, il effectue son service militaire dans la Marine. Au cours de cette période, il visite la Norvège. Lorsqu'éclate la Première Guerre mondiale, il se porte volontaire dans la Marine.
À Freiburg, il étudie la philosophie, la psychologie et la philologie anglaise et scandinave. De 1917 à 1921, il est collaborateur de Edmund Husserl. En 1918 il épouse la fille d'un professeur d'université, dont il divorce une année plus tard. En novembre 1919 il passe l'examen pour l'enseignement supérieur. En 1921 il est reçu par Husserl avec son mémoire Die Totenklagen der deutschen Minnesänger (« les Chants funèbres des Minnesänger allemands »).
En 1927, il part en voyage à travers le Moyen-Orient, qu'il parcourut durant quatre ans. C'est au cours de ce séjour qu'il se convertit à l'Islam.[réf. nécessaire]
Il adhère au NSDAP le 1er mai 1933.
En 1941, avec l'appui du NS-Studentenbund (syndicat étudiant de la NSDAP), il obtient un poste de professeur extraordinaire à l'université de Berlin. Il est alors proposé pour la chaire de raciologie et de politique raciale à l'université du Reich de Posen. Sa candidature à ce poste marque l'apogée de sa carrière. Mais, en mars 1941, Clauss est attaqué par le Dr Walter Gross, médecin de formation, qui dirige le Bureau de politique raciale de la NSDAP. Gross lui reproche de défendre une conception de la race jugée incompatible avec la doctrine nationale-socialiste (en fait, trop proche de la théorie des « races de l'esprit » du philosophe italien Julius Evola, avec qui Clauss est d'ailleurs lié d'amitié), mais aussi d'avoir pour maîtresse et secrétaire une Volljüdin (« Juive à 100 % ») en la personne de Margarete Landé,. En 1943, il est exclu de la NSDAP.
Pour avoir protégé Margarete Landé, il est reconnu Juste parmi les Nations en 1979.
Une de ses thèses principales est la théorie, selon lui fondamentale, opposant le « psychisme de la forêt, propre à l'indo-européanité » au « psychisme du désert, propre au sémitisme ».
C'est sous sa direction que, en 1941, l'islamologue et collaboratrice de l'Ahnenerbe Sigrid Hunke soutient sa thèse de doctorat.

## Publications
- Lieder der Edda. Altheldischer Sang in neues Deutsch gefasst von Ludwig Ferdinand Clauss, 1921
- Rasse und Seele. Eine Einführung in den Sinn der leiblichen Gestalt, 1926
- Von Seele und Antlitz der Rassen und Völker, 1929
- Die nordische Seele. Eine Einführung in die Rassenseelenkunde, 1923, 1932
- Als Beduine unter Beduinen, 1933
- Rasse und Charakter – das lebendige Antlitz, 1936
- Semiten in der Wüste unter sich, 1937
- Die Seele des Andern, 1958
- Die Weltstunde des Islam, 1963
- Thuraja. Roman, 1950
- Verhüllte Häupter. Roman, 1955
- Die Wüste macht frei. Roman, 1956
- L'Âme des races, 2001, aux Éditions de l'Homme libre.

## Sources
- (de) Cet article est partiellement ou en totalité issu de l’article de Wikipédia en allemand intitulé « Ludwig Ferdinand Clauß » (voir la liste des auteurs).
- Peter Weingart (en), Doppel-Leben. Ludwig Ferdinand Clauss : Zwischen Rassenforschung und Widerstand, Francfort, New York, Campus, 1995.